# Municipio de Harrison (condado de Franklin)
El municipio de Harrison (en inglés: Harrison Township) es un municipio ubicado en el condado de Franklin en el estado estadounidense de Kansas. En el año 2010 tenía una población de 438 habitantes y una densidad poblacional de 6,44 personas por km².

## Geografía
El municipio de Harrison se encuentra ubicado en las coordenadas 38°34′20″N 95°13′16″O / 38.57222, -95.22111. Según la Oficina del Censo de los Estados Unidos, el municipio tiene una superficie total de 67.97 km², de la cual 67,31 km² corresponden a tierra firme y (0,98 %) 0,66 km² es agua.

## Demografía
Según el censo de 2010, había 438 personas residiendo en el municipio de Harrison. La densidad de población era de 6,44 hab./km². De los 438 habitantes, el municipio de Harrison estaba compuesto por el 97,26 % blancos, el 0,91 % eran afroamericanos, el 0,68 % eran amerindios, el 0,46 % eran asiáticos, el 0,23 % eran de otras razas y el 0,46 % eran de una mezcla de razas. Del total de la población el 1,37 % eran hispanos o latinos de cualquier raza.